# Eupatorieae
 Eupatorieae  Cassini, 1819 è una tribù di piante spermatofite dicotiledoni appartenenti alla famiglia delle Asteraceae (sottofamiglia Asteroideae).

## Etimologia
Il nome della tribù deriva dal suo genere più importante (Eupatorium) il cui nome a sua volta deriva dal greco: “nascita da padre nobile”. Qui si fa riferimento a Mitriade Eupatore, che fu re del Ponto nel I secolo a.C. e al quale si attribuisce il primo utilizzo medicinale.
Il nome scientifico di questa tribù è stato definito per la prima volta dal botanico e naturalista francese Alexandre Henri Gabriel de Cassini (1781 – 1832) nella pubblicazione ”Journal de Physique, de Chimie et d'Histoire Naturelle et des Arts (Parigi). 88 (Mars 1819) : 202 – 203”  (generalmente abbreviata in “J. Phys. Chim. Hist. Nat. Arts 88. 1819”) pubblicata nel 1819.

## Descrizione
Le specie di questa tribù hanno un habitus erbaceo o arbustivo (eventualmente sub-arbustivo) o di piccoli alberi. Il ciclo biologico è annuale (in alcuni casi biennale) o perenne. Alcune specie possono essere epifite, altre avere un habitus acquatico o semi-acquatico (sottotribù Trichocoroninae) e altre ancora un habitus di tipo alpino. Queste piante inoltre sono prive di lattice.
- Portamento:  in genere il portamento è eretto; in alcuni casi si possono avere specie striscianti o prostrate (sottotribù Adenostemmatinae) o rampicanti (sottotribù Praxeliinae).
- Foglie:  normalmente le foglie lungo il caule sono disposte in modo opposto; raramente sono alternate (come nella sottotribù Liatrinae); qualche volta si ha una rosetta basale (sottotribù Critoniinae); in alcuni rari casi le foglie sono verticillate (sottotribù Trichocoroninae), in altre sono disposte a spirale (sottotribù Alomiinae o sottotribù Eupatoriinae). La forma della lamina è nella maggior parte dei casi intera; raramente è lobata o pennata; i bordi possono essere dentati;
  - foglie basali: le foglie basali generalmente sono picciolate;
  - foglie cauline: le foglie cauline possono facilmente essere sessili; progressivamente verso l'infiorescenza sono più piccole.
- Infiorescenza:  il tipo di infiorescenza più comune è quella corimbosa, altrimenti si possono avere delle infiorescenze di tipo spicato. 
  - capolino: i capolini sono formati da un involucro composto da squame disposte in modo embricato al cui interno un ricettacolo fa da base ai fiori tutti tubulosi (quelli ligulati – o del raggio - in questa tribù sono assenti)[6].  I capolini possono essere sessili o pedicellati. La forma è tipicamente discoide. Raramente sono protetti alla base da bratte fogliacee;
  - involucro: la forma dell'involucro è cilindrico, campanulato o emisferico; le squame (poche o numerose) sono disposte su una a più serie (massimo 8); possono avere tutte la stessa dimensione oppure essere graduate in altezza (nel caso di 1 o 2 serie); sono persistenti o decidue; la forma va da lanceolata a ovata; in alcuni casi sono scariose o sclerificate (sottotribù Eupatoriinae);
  - ricettacolo: la base del ricettacolo può essere piatta o convessa (qualche volta conica). Il ricettacolo in genere è glabro (raramente è pubescente); normalmente è nudo (privo di pagliette a protezione della base dei fiori) ma in alcuni casi e provvisto di pagliette; a volte la paglietta racchiude parzialmente la base del fiore (genere Oaxacania sottotribù Hofmeisteriinae).
- Fiori:  i fiori sono tetraciclici (ossia formati da 4 verticilli: calice– corolla – androceo – gineceo) e pentameri (ogni verticillo ha 5 elementi)[7]; i fiori generalmente sono omogami; quelli più periferici possono essere zigomorfi con uno o più lobi dilatati (altrimenti sono attinomorfi). I fiori non sono molti, raramente uno solo, altrimenti 4, 5 o più (massimo 300 nella sottotribù Ayapaninae o sottotribù Critoniinae).
  - Formula fiorale: per queste piante viene indicata la seguente formula fiorale:

* K 0/5, C (5), A (5), G (2), infero, achenio
- calice: il calice è ridotto ad una coroncina di squame;
- corolla: la forma della corolla normalmente è a imbuto o tubolare. I lobi sono 5 e relativamente corti (raramente sono 4); la forma è oblunga ma in altri casi hanno una forma triangolare (sottotribù Hebecliniinae) oppure quelli esterni sono più allargati (sottotribù Praxeliinae) in altri generi ancora (Microspermum, sottotribù Ageratinae) i fiori marginali sono zigomorfi con 3 lobi più grandi degli altri due. Il colore varia dal bianco al rosso, oppure dal blu alla lavanda, queste piante contengono antocianine, ma mai sono colorate di giallo;
- androceo: l'androceo è formato da 5 stami sorretti da filamenti generalmente liberi; gli stami sono connati e formano un manicotto circondante lo stilo; la forma delle antere è cilindrica e spesso sono ricoperte da ghiandole; le appendici apicali delle antere sono obtuse o acute (raramente lobate), qualche volta sono provviste di una profonda fessura apicale (sottotribù Gyptidinae); le teche non sono speronate e sono prive di code;
- gineceo: il gineceo è composto da due carpelli formanti un ovario infero uniloculare; lo stilo è profondamente bifido (con due stigmi divergenti) ed è sempre ben visibile glabro o raramente pubescente; anche la base dello stilo è glabra o pubescente, qualche volta è provvista di un rigonfiamento nodale. I due bracci dello stilo (gli stigmi) hanno una forma da lineare a clavata a volte con apice obtuso e con le linee stigmatiche marginali; spesso sono diffusamente papillosi come nelle specie della sottotribù Ayapaninae;
- polline: il polline è sferico di tipo echinato (con punte divergenti) con un diametro di 18–25 micron.

- Frutti:  i frutti sono degli acheni con pappo;
  - achenio: la forma dell'achenio è da obovoide a oblunga (qualche volta è fusiforme come in Fleischmanniinae) oppure prismatica; nelle rientranze della superficoe è presente fitomelanina; i lati sono percorsi da 3 – 5 coste (qualche volta anche da 10 coste); la superficie può essere ghiandolosa o setosa, ma a volte anche glabra. Il carpoforo è presente (raramente indistinto o assente);
  - pappo: il pappo qualche volta è assente o ridotto ad un callo apicale; raramente è formato da una coroncina di scaglie; normalmente è provvisto di setole uniseriate (raramente biseriate o multiseriate); le setole sono di solito barbate (piumose) o laciniate; normalmente il pappo è persistente.
- Riproduzione:
  - impollinazione: l'impollinazione avviene tramite insetti (impollinazione entomogama) o eventualmente ad opera del vento (impollinazione anemogama).
  - riproduzione: la fecondazione avviene fondamentalmente tramite l'impollinazione dei fiori (vedi sopra).
  - dispersione: i semi cadendo a terra (dopo essere stati trasportati per alcuni metri dal vento per merito del pappo – disseminazione anemocora) sono successivamente dispersi soprattutto da insetti tipo formiche (disseminazione mirmecoria).

## Tassonomia
La famiglia di appartenenza di questo gruppo (Asteraceae o Compositae, nomen conservandum) è la più numerosa del mondo vegetale, comprende oltre 23000 specie distribuite su 1535 generi (22750 specie e 1530 generi secondo altre fonti). La sottofamiglia Asteroideae è una delle 12 sottofamiglie nella quale è stata suddivisa la famiglia Asteraceae, mentre Eupatorieae è una delle 21 tribù della sottofamiglia. La tribù Eupatorieae a sua volta è suddivisa in 17 sottotribù.
Inizialmente la maggior parte delle specie delle Eupatorieae vennero raggruppate all'interno del genere Eupatorium L. (il botanico G.Bentham nel 1873 aveva trattato oltre il 50% delle specie di questa tribù nel suo genere principale – attualmente una percentuale più vicina alla realtà è del 2%). Pochi erano i generi definiti in questo gruppo (oltre al genere principale): Brickellia Elliot (ora nella sottotribù Alomiinae), Mikania Willd. (ora nella sottotribù Mikaniinae) e pochi altri come Stevia Cav. (ora nella sottotribù Ageratinae). Solamente nel 1987 con gli studi di King e Robinson s'incominciò a mettere ordine in questo vasto gruppo. Negli ultimi anni per merito di diversi studi in più direzioni (morfologia, anatomia, citologia, chimica metabolica e sequenziamento del DNA) si è ulteriormente approfondita sia la circoscrizione del gruppo che la sua struttura interna (soprattutto le analisi filogenetiche sul DNA hanno a volte anche capovolto i raggruppamenti dei generi nelle varie sottotribù rispetto alle ricerche prima delle analisi con il DNA). Non tutti i problemi attualmente sono stati risolti e ulteriori ricerche sono ancora necessarie.

I caratteri diagnostici per questa tribù sono i seguenti:
- il nettario contiene mono-esteri pirrolizidinici di tipo alcaloide;
- le piante in genere contengono inoltre alcuni monoterpeni e lattoni sesquiterpenici;
- le foglie sono quasi sempre a disposizione opposta;
- i peli sono semplici;
- i capolini hanno una forma discoide con corolle attinomorfe e mai di colore giallo;
- le appendici delle antere sono poco sviluppate;
- i rami dello stilo (gli stigmi) sono per lo più ingrossati.

Il numero cromosomico di base per questa tribù è 2n = 20 o (secondo altri Autori) 2n = 34. In particolare va da 2n = 8 (specie Fleischmannia microstemon  (Cass.) R.M.King & H.Rob., sottotribù Fleischmanniinae) a 2n = 50 (genere Neomirandea, sottotribù Neomirandeinae). Statisticamente il numero più comune è “20”; altri numeri che s'incontrano sono: “22”, “24”, “32” e “34”.

Alla base della diversità nelle Eupatorieae spesso sono presenti fenomeni di apomissia (riproduzione asessuata). L'apomissia essendo associata alla poliploidia spiega anche la grande diversità di numeri cromosomici presenti nella tribù. Ad esempio nel Nord America Orientale sono stati rilevati diversi poliploidi apomittici. Generi spesso apomittici sono: Ageratina, Campovassouria, Chromolaena, Eupatorium, Gyptis, e Praxelis.

Di seguito sono elencate le varie sottotribù del gruppo con i relativi generi di appartenenza.

### Elenco delle sottotribù
La tribù Eupatorieae comprende 17 sottotribù, 183 generi e circa 2600 specie.
 Sottotribù Adenostemmatinae 
Comprende 3 generi e circa 35 specie:
- Adenostemma  J.R. Forst & J.G. Forst,1776  (circa 26 spp.)
- Gymnocoronis  DC., 1836  (5 spp.)
- Sciadocephala  Mattf, 1938  (5 spp.)

 Sottotribù Ageratinae 
Comprende 26 generi e circa 300 - 400 specie:
- Acritopappus  R.M. King & H. Rob., 1980  (16 spp.)
- Ageratum  L., 1753  (circa 40 spp.)
- Ascidiogyne  Cuatrec., 1965  (2 spp.)
- Blakeanthus  R.M. King & H. Rob., 1972  (1 sp.)
- Carphochaete  A. Gray, 1849  (7 - 8 spp.)
- Cavalcantia  R.M. King & H. Rob., 1980  (2 spp.)
- Cronquistia  R.M. King, 1968  (1 sp.)
- Ellenbergia  Cuatrec., 1964 (1 sp.)
- Ferreyrella  S.F. Blake, 1958  (2 spp.)
- Gardnerina  R.M. King & H. Rob., 1981  (1 sp.)
- Guevaria  R.M. King & H. Rob., 1974  (5 spp.)
- Iltisia  S.F. Blake, 1958  (2 spp.)
- Macvaughiella  R.M. King & H. Rob., 1968  (2 spp.)
- Metastevia  Grashoff, 1975  (1 sp.)
- Microspermum  Lag., 1816  (7 spp.)
- Nesomia  B.L. Turner, 1991  (1 sp.)
- Phalacraea  DC., 1836  (4 spp.)
- Phania  DC., 1836  (5 spp.)
- Piqueria  Cav., 1794  (6 spp.)
- Piqueriella  R.M. King & H. Rob., 1974  (1 sp.)
- Piqueriopsis  R.M. King, 1965  (1 sp.)
- Radlkoferotoma  Kuntze, 1891  (3 spp.)
- Revealia  R.M. King & H. Rob., 1976  (1 sp.)
- Scherya  R.M. King & H. Rob., 1977  (1 sp.)
- Stevia  Cav., 1797  (circa 175 – 230 spp.)
- Teixeiranthus  R.M. King & H. Rob., 1980  (2 spp.)

 Sottotribù Alomiinae 
Comprende 23 generi e circa 170 specie:
- Ageratella  A. Gray ex S. Watson, 1887  (1 sp.)
- Alomia  Kunth, 1818  (5 spp.)
- Asanthus  R.M. King & H. Rob., 1972  (3 spp.)
- Barroetea  A. Gray, 1880  (6 spp.)
- Brickelliastrum  R.M. King & H. Rob., 1972  (2 spp.)
- Carminatia  Moç. ex DC., 1838  (3 spp.)
- Condylopodium  R.M. King & H. Rob., 1972  (4 spp.)
- Crossothamnus  R.M. King & H. Rob., 1972  (4 spp.)
- Dissothrix  A. Gray, 1851  (1 sp.)
- Dyscritogyne  R.M. King & H. Rob., 1971  (2 spp.)
- Flyriella  R.M. King & H. Rob., 1972  (4 spp.)
- Goyazianthus  R.M. King & H. Rob., 1977  (1 sp.)
- Helogyne  Nutt., 1841  (8 spp.)
- Kyrsteniopsis  R.M. King & H. Rob., 1971  (5 spp.)
- Leptoclinium  Benth. & Hook. f., 1873  (1 sp.)
- Malperia  S. Watson, 1889  (1 sp.)
- Phanerostylis  (A. Gray) R.M. King & H. Rob., 1972  (5 spp.)
- Planaltoa  Taub., 1896  (2 spp.)
- Pleurocoronis  R.M. King & H. Rob., 1966  (3 spp.)
- Pseudobrickellia  R.M. King & H. Rob., 1972  (2 spp.)
- Steviopsis  R.M. King & H. Rob., 1971  (4 spp.)

 Sottotribù Ayapaninae 
Comprende 13 generi e 62 specie:
- Alomiella  R.M. King & H. Rob., 1972  (2 spp.)
- Ayapana  Spach, 1841  (16 spp.)
- Ayapanopsis  R.M. King & H. Rob., 1972  (17 spp.)
- Condylidium  R.M. King & H. Rob., 1972  (2 spp.)
- Gongrostylus  R.M. King & H. Rob., 1972  (1 sp.)
- Gymnocondylus  R.M. King & H. Rob., 1972  (1 sp.)
- Heterocondylus  R.M. King & H. Rob., 1972  (13 spp.)
- Isocarpha  R. Br., 1817  (5 spp.)
- Lepidesmia  Klatt, 1896  (1 sp.)
- Monogereion  G.M. Barroso & R.M. King, 1971  (1 sp.)
- Parapiqueria  R.M. King & H. Rob., 1980  (1 sp.)
- Polyanthina  R.M. King & H. Rob., 1970  (1 sp.)
- Siapaea  Pruski, 1996  (1 sp.)

 Sottotribù Critoniinae 
Comprende 40 generi e circa 344 specie:
- Adenocritonia  R.M. King & H. Rob., 1976  (3 spp.)
- Amboroa  Cabrera, 1956  (2 spp.)
- Antillia  R.M. King & H. Rob., 1971  (1 sp.)
- Aristeguietia  R.M. King & H. Rob., 1975  (21 spp.)
- Asplundianthus  R.M. King & H. Rob., 1975  (7 spp.)
- Austrocritonia  R.M. King & H. Rob., 1975  (4 spp.)
- Badilloa  R.M. King & H. Rob., 1975  (10 spp.)
- Bishovia  R.M. King & H. Rob., 1978  (2 spp.)
- Castanedia  R.M. King & H. Rob., 1978  (1 sp.)
- Chacoa  R.M. King & H. Rob., 1975  (1 sp.)
- Ciceronia  Urban, 1925  (1 sp.)
- Corethamnium  R.M. King & H. Rob., 1978  (1 sp.)
- Critonia  P. Browne, 1756  (43 spp.)
- Critoniadelphus  R.M. King & H. Rob., 1971  (2 spp.)
- Critoniella  R.M. King & H. Rob., 1975  (6 spp.)
- Cronquistianthus  R.M. King & H. Rob., 1972  (20 spp.)
- Eupatoriastrum  Greenm., 1903  (4 spp.)
- Eupatorina  R.M. King & H. Rob., 1971  (1 sp.)
- Fleischmanniopsis  R.M. King & H. Rob., 1971  (10 spp.)
- Grisebachianthus  R.M. King & H. Rob., 1975  (8 spp.)
- Grosvenoria  R.M. King & H. Rob., 1975  (4 spp.)
- Hughesia  R.M. King & H. Rob., 1980  (1 sp.)
- Koanophyllon  Arruda, 1810  (circa 120 spp.)
- Idiothamnus  R.M. King & H. Rob., 1975  (4 spp.)
- Imeria  R.M. King & H. Rob., 1975  (1 sp.)
- Lorentzianthus  R.M. King & H. Rob., 1975  (1 sp.)
- Malmeanthus  R.M. King & H. Rob., 1980  (3 spp.)
- Mexianthus  B.L. Rob., 1928  (1 sp.)
- Neocabreria  R.M. King & H. Rob., 1972  (5 spp.)
- Neohintonia  R.M. King & H. Rob., 1971  (1 sp.)
- Nothobaccharis  R.M. King & H. Rob., 1979  (1 sp.)
- Ophryosporus  Meyen, 1834  (37 spp.)
- Peteravenia  R.M. King & H. Rob., 1971  (5 spp.)
- Santosia  R.M. King & H. Rob., 1980  (1 sp.)
- Sphaereupatorium  (O. Hoffm.) Kuntze ex. B.L. Rob., 1920  (1 sp.)
- Steyermarkina  R.M. King & H. Rob., 1971  (4 spp.)
- Tuberostylis  Steetz., 1854  (2 spp.)
- Uleophytum  Hieron., 1906  (1 sp.)
- Urbananthus  R.M. King & H. Rob., 1971  (2 spp.)
- Viereckia  R.M. King & H. Rob., 1975  (1 sp.)

 Sottotribù Disynaphiinae 
Comprende 6 generi e 44 specie:
- Acanthostyles  R.M. King & H. Rob., 1971  (1 sp.)
- Campovassouria  R.M. King & H. Rob., 1971  (1 sp.)
- Disynaphia  Hook. & Arn. ex. DC, 1838  (16 spp.)
- Grazielia  R.M. King & H. Rob., 1972  (11 spp.)
- Raulinoreitzia  R.M. King & H. Rob., 1971  (3 spp.)
- Symphyopappus  Turcz., 1848 ||12 spp.

 Sottotribù Eupatoriinae 
Comprende 5 generi e 76 specie:
- Austroeupatorium  R.M. King & H. Rob., 1970  (13 spp.)
- Eupatorium  L., 1753  (45 spp.)
- Hatschbachiella  R.M. King & H. Rob., 1972  (2 spp.)
- Stomatanthes  R.M. King & H. Rob., 1970  (16 spp.)

 Sottotribù Fleischmanniinae 
Comprende 2 generi e 96 specie:
- Fleischmannia Sch. Bip., 1850  (95 spp.)
- Sartorina  R.M. King & H. Rob., 1974  (1 sp.)

 Sottotribù Gyptidinae 
Comprende 29 generi e circa 140 specie:
- Agrianthus Mattf., 1930  (2 spp.)
- Arrojadocharis Mattf., 1930  (2 spp.)
- Bahianthus  R.M. King & H. Rob., 1972 (1 sp.)
- Barrosoa R.M. King & H. Rob., 1971 (9 spp.)
- Bejaranoa R.M. King & H. Rob., 1978 (2 spp.)
- Bishopiella  R.M. King & H. Rob., 1981 (1 sp.)
- Campuloclinium DC., 1836 (14 spp.)
- Catolesia D.J.N. Hind, 2000 (1 sp.)
- Conocliniopsis (DC.) R.M. King & H. Rob., 1972 (1 sp.)
- Conoclinium DC., 1836 (4 spp.)
- Dasycondylus R.M. King & H. Rob., 1972 (8 spp.)
- Diacranthera R.M. King & H. Rob., 1972 (2 spp.)
- Gyptidium R.M. King & H. Rob., 1972 (2 spp.)
- Gyptis (Cass.) Cass., 1820  (7 spp.)
- Lasiolaena  R.M. King & H. Rob., 1972 (6 spp.)
- Litothamnus  R.M. King & H. Rob., 1979 (2 spp.)
- Lourteigia R.M. King & H. Rob., 1971 (circa 11 spp.)
- Macropodina R.M. King & H. Rob., 1972 (3 spp.)
- Morithamnus  R.M. King, H. Rob. & G.M. Barroso, 1979 (2 spp.)
- Neocuatrecasia R.M. King & H. Rob., 1972 (12 spp.)
- Platypodanthera R.M. King & H. Rob., 1972 (1 sp.)
- Prolobus R.M. King & H. Rob., 1982 (1 sp.)
- Semiria D.J.N. Hind, 1999 (1 sp.)
- Stylotrichium  Mattf., 1923  (5 spp.)
- Tamaulipa R.M. King & H. Rob., 1971 (1 sp.)
- Trichogonia (DC.) Gardner, 1846 (30 spp.)
- Trichogoniopsis  R.M. King & H. Rob., 1972 (4 spp.)
- Urolepis (DC.) R.M. King & H. Rob., 1971 (1 sp.)
- Vittetia  R.M. King & H. Rob., 1974 (2 spp.)

 Sottotribù Hebecliniinae 
Comprende 7 generi e circa 72 specie:
- Amolinia  R.M. King & H. Rob., 1972 (1 sp.)
- Bartlettina  R.M. King & H. Rob., 1971 (circa 37 spp.)
- Decachaeta  DC., 1836 (7 spp.)
- Erythradenia  (B.L. Rob.) R.M. King & H. Rob., 1969 (1 sp.)
- Guayania  R.M. King & H. Rob., 1971 (5 spp.)
- Hebeclinium  DC., 1836 (20 spp.)
- Matudina  R.M. King & H. Rob., 1973 (1 sp.)

 Sottotribù Hofmeisteriinae 
Comprende 2 generi e 12 specie:
- Hofmeisteria  Walp., 1846 (10 spp.)
- Oaxacania  B.L. Rob. & Greenm., 1895 (2 spp.)

 Sottotribù Liatrinae 
Comprende 6 generi e 50 specie:
- Carphephorus  Cass., 1816 (4 spp.)
- Garberia  A. Gray, 1879 (1 sp.)
- Hartwrightia  A. Gray ex S. Watson, 1888 (1 sp.)
- Liatris  Gaertn. ex Schreber, 1791 (41 spp.)
- Litrisa  Small, 1924 (1 sp.)
- Trilisa  (Cass.) Cass., 1827 (2 spp.)

 Sottotribù Mikaniinae 
Comprende 1 genere e circa 450 specie:
- Mikania Willd., 1742 (circa 450 spp.)

 Sottotribù Neomirandeinae 
Comprende 1 genere e 28 specie:
- Neomirandea R.M. King & H. Rob., 1970 (28 spp.)

 Sottotribù Oxylobinae 
Comprende 9 generi e circa 300 specie:
- Ageratina  Spach, 1841 (circa 265 spp.)
- Kaunia  R.M. King & H. Rob., 1980 (14 spp.)
- Jaliscoa  S. Watson, 1890 (3 spp.)
- Jaramilloa  R.M. King & H. Rob., 1890 (2 spp.)
- Oxylobus  (Mocino ex DC.) A. Gray, 1879 (5 spp.)
- Pachythamnus  (R.M. King & H. Rob.) R.M. King & H. Rob., 1972 (1 sp.)
- Piptothrix  A. Gray, 1886 (4 spp.)
- Spaniopappus  B.L. Rob., 1926 (4 spp.)
- Standleyanthus  R.M. King & H. Rob., 1971 (1 sp.)

 Sottotribù Praxeliinae 
Comprende 7 generi e circa 190 specie:
- Chromolaena  DC., 1836 (circa 165 spp.)
- Eitenia  R.M. King & H. Rob., 1974 (2 spp.)
- Eupatoriopsis  Hieron., 1893 (1 sp.)
- Lomatozona  Baker, 1876 (4 spp.)
- Osmiopsis  R.M. King & H. Rob., 1975 (1 sp.)
- Praxeliopsis  G.M. Barroso, 1949 (1 sp.)
- Praxelis  Cass., 1826 (16 spp.)

 Sottotribù Trichocoroninae 
Comprende 3 generi e 4 specie:
- Sclerolepis  Cass., 1816 (1 sp.)
- Shinnersia  R.M. King & H. Rob., 1970 (1 sp.)
- Trichocoronis  A. Gray, 1849 (2 spp.)

### Chiavi per le sottotribù
Qui di seguito sono indicati in modo semplificato alcuni importanti caratteri (della corolla, delle antere e dello stilo) delle principali sottotribù delle Eupatorieae.

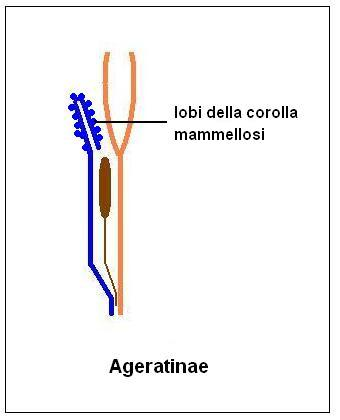
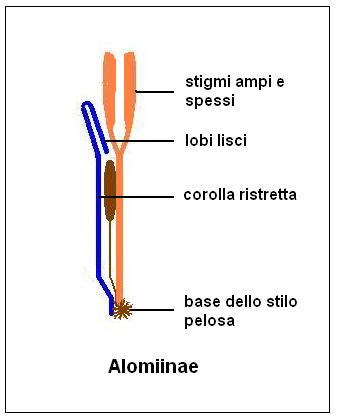
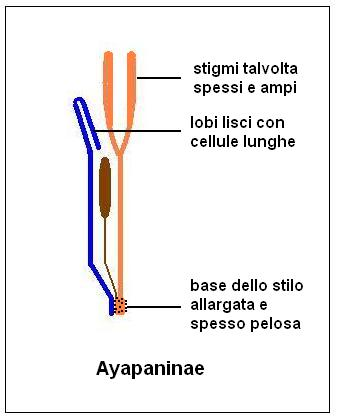
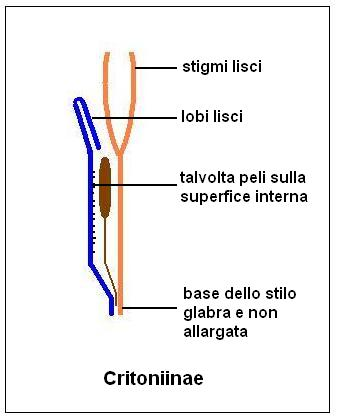
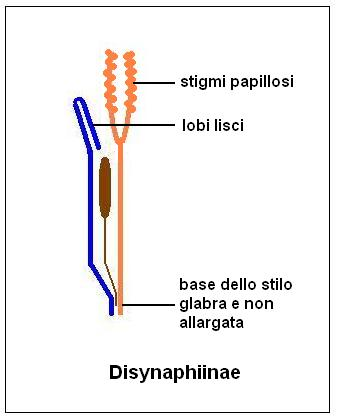
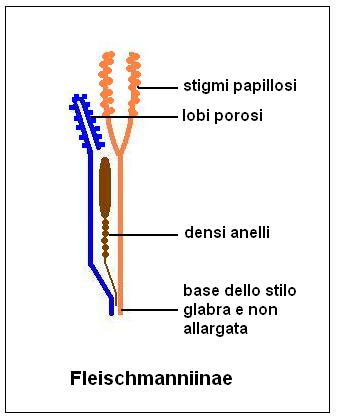
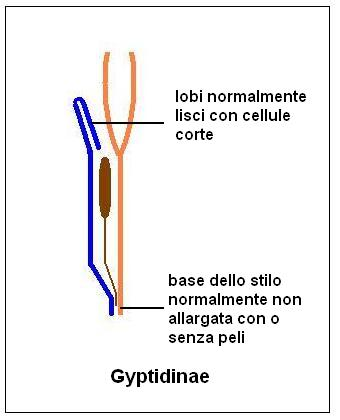
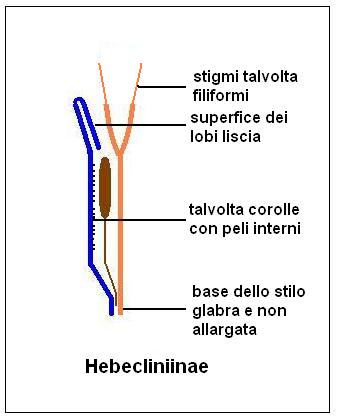
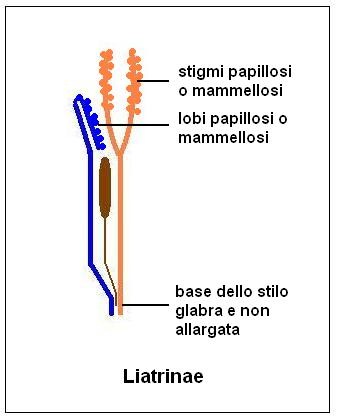
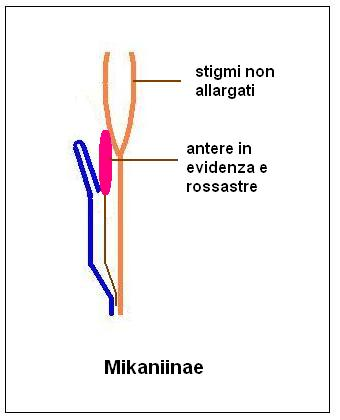
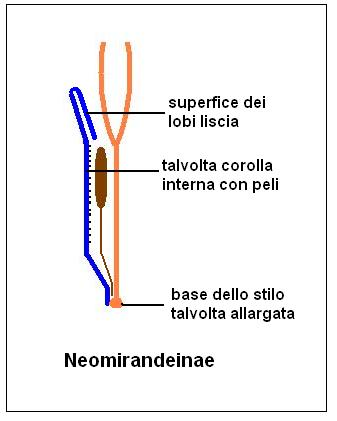
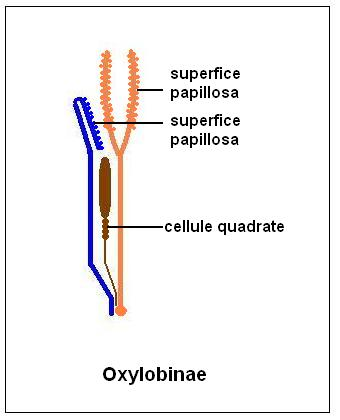
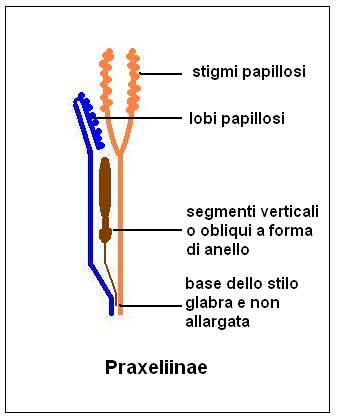
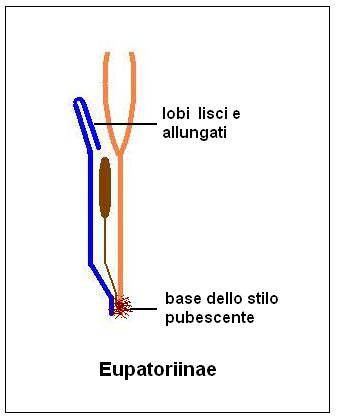

Per meglio comprendere ed individuare i vari gruppi della tribù sono state costruite diverse chiavi analitiche. Alcune chiavi prendono in considerazione solamente i generi appartenenti a determinati areali come il Nord America o la Bolivia. Il seguente elenco prende in considerazione solamente le sottotribù ma in senso globale.
- Gruppo 1A: le squame non sono articolate; il ricettacolo è privo di pagliette ed è sclerificato e cambia la forma con la maturità;

sottotribù Adenostemmatinae
- Gruppo 1B: le squame superiori sono embricate, quelle basali sono sclerificate o articolate; il ricettacolo è sclerificato tra le aerole o è provvisto di pagliette;
  - Gruppo 2A: il ricettacolo è provvisto di pagliette; i capolini sono solitari su peduncoli eretti;

sottotribù Hofmeisteriinae
- Gruppo 2B: il ricettacolo è sprovvisto di pagliette; i capolini spesso sono raccolti in complesse infiorescenze;

- Gruppo 3A: i capolini sono solitari su peduncoli eretti emergenti da gruppi di foglie sub-bratteali;

sottotribù Hofmeisteriinae
- Gruppo 3B: i capolini sono raccolti in complesse infiorescenze, ma non emergono da verticilli fogliari;

- Gruppo 4A: i capolini sono formati da involucri di 4 squame sub-uguali e contengono 4 fiori (di solito è presente una quinta sub-brattea posizionata tra il pedicello e la base dell'involucro); gli apici degli stigmi (dello stilo) non sono mai clavati; il pappo è sempre presente;

sottotribù Mikaniinae
- Gruppo 4B: i capolini non sono formati da 4 squame e 4 fiori; gli apici degli stigmi dello stilo possono essere clavati; il pappo può essere assente;

- Gruppo 5A: le squame sono tutte decidue e all'antesi lasciano improvvisamente un ricettacolo nudo;

sottotribù Praxeliinae
- Gruppo 5B: almeno alcune squame basali sono persistenti, le altre sono decidue con la maturità;

- Gruppo 6A: l'habitus delle piante è acquatico o sub-acquatico; le foglie sono sessili e disposte a spirale;

sottotribù Trichocoroninae
- Gruppo 6B: l'habitus delle piante è terrestre o epifita (mai acquatiche); le foglie normalmente sono picciolate;

- Gruppo 7A: le foglie sono disposte in modo alternato e formano una rosetta basale; la distribuzione di queste piante è relativa agli USA orientali;

sottotribù Liatrinae
- Gruppo 7B: le foglie sono disposte in modo opposto; la distribuzione di queste piante è fuori dagli USA;

- Gruppo 8A: i capolini sono allungati su altrettanto allungati ricettacoli provvisti di pagliette;

sottotribù Ayapaninae
- Gruppo 8B: i capolini non sono allungati; i ricettacoli possono avere o no le pagliette;

- Gruppo 9A: le piante hanno un habitus epifita, oppure crescono nell'humus; le foglie hanno una consistenza carnosa o coriacea e spesso sono annerite dall'essiccazione; il pappo è formato da numerose setole capillari;

sottotribù Neomirandeinae
- Gruppo 9B: le piante non hanno un habitus epifita, e neppure crescono nell'humus; il pappo può essere assente;

- Gruppo 10A: i lobi della corolla normalmente sono lisci sulla faccia interna;

- Gruppo 11A: il pappo è formato da barbe o una corona di scaglie, oppure è assente, mai è formato da setole;

sottotribù Ageratinae
- Gruppo 11B: il pappo è formato da setole capillari, qualche volta sono corte, ma raramente è assente in piante con le foglie inserite in dense spirali; i capolini raramente sono formati da meno di 6 fiori;

- Gruppo 12A: la base dello stilo normalmente è provvista di un nodo glabro; le squame sono sub-uguali;

sottotribù Oxylobinae
- Gruppo 12B: la base dello stilo è sprovvista di nodi; le squame sono disposte in modo sub- embricato e sono scalate in grandezza;

- Gruppo 13A: il ricettacolo è da convesso a conico; gli stigmi sono lineari o con ampi apici; il collare delle antere normalmente è ampio; le cellule della faccia interna dei lobi della corolla sono corte ed essenzialmente isodiametriche;

sottotribù Gyptidinae
- Gruppo 13B: il ricettacolo normalmente è piatto; gli stigmi dello stilo sono filiformi; il collare delle antere è scarsamente visibile ed ha una forma cilindrica; le cellule della faccia interna dei lobi della corolla sono allungate e con le estremità superiori sporgenti come papille;

sottotribù Fleischmanniinae
- Gruppo 10B: i lobi della corolla sono papillosi sulla faccia interna;

- Gruppo 14A: gli stigmi dello stilo sono lungamente clavati e ispessiti e contemporaneamente con poche eccezioni gli acheni hanno 10 coste longitudinali e un pappo piumoso oppure gli acheni sono cosparsi da setole simili a pioli; la parte della corolla prima dei lobi spesso è ristretta;

sottotribù Alomiinae
- Gruppo 14B: gli stigmi dello stilo non sono ispessiti, oppure lo sono solo all'apice; se gli stigmi sono lungamente clavati, allora sono piatti; gli acheni non hanno 10 coste longitudinali; il pappo non è formato da setole piumose e neppure gli acheni hanno delle setole ghiandolose simili a pioli; la parte della corolla prima dei lobi ha una forma cilindrica o a imbuto;

- Gruppo 15A: la base dello stilo è glabra ed è priva di nodi; le squame interne dell'involucro sono decidue;

- Gruppo 16A: i capolini sono sempre formati da 5 fiori; gli apici degli stigmi dello stilo sono papillosi; il pappo è formato da setole qualche volta con cellule apicali di tipo bulboso; queste piante sono distribuite nella parte orientale del Sud America;

sottotribù Disynaphiinae
- Gruppo 16B: i capolini sono formato da 1 a 300 fiori, raramente sono formati da 5 fiori; gli stigmi dello stilo usualmente sono lisci alla fine degli apici; il pappo è formato da setole che mai hanno delle cellule apicali di tipo bulboso; queste piante sono esclusivamente distribuite nella parte tropicale e subtropicale dell'America;

- Gruppo 17A: il ricettacolo è glabro; il collare delle antere normalmente è meno di 5 volte lungo di quanto è largo;

sottotribù Critoniinae
- Gruppo 17B: il ricettacolo normalmente è pubescente; il collare delle antere è più di 5 volte lungo di quanto è largo;

sottotribù Hebecliniinae
- Gruppo 15B: alla base dello stilo sono presenti dei nodi, oppure è pubescente, oppure entrambi i caratteri;

- Gruppo 18A: la base dello stilo è priva di nodi ed è pubescente; i capolino sono composti da meno di 20 fiori; il ricettacolo è privo di pagliette; le cellule apicali delle setole del pappo sono arrotondate;

sottotribù Eupatoriinae
- Gruppo 18B: la base dello stilo è rigonfio sopra i nettarii, ed è glabro o pubescente; i capolini normalmente sono composti da più di 20 fiori; qualche volta il ricettacolo è provvisto di pagliette a protezione della base dei fiori; le cellule apicali delle setole del pappo sono acute;

sottotribù Ayapaninae

### Filogenesi

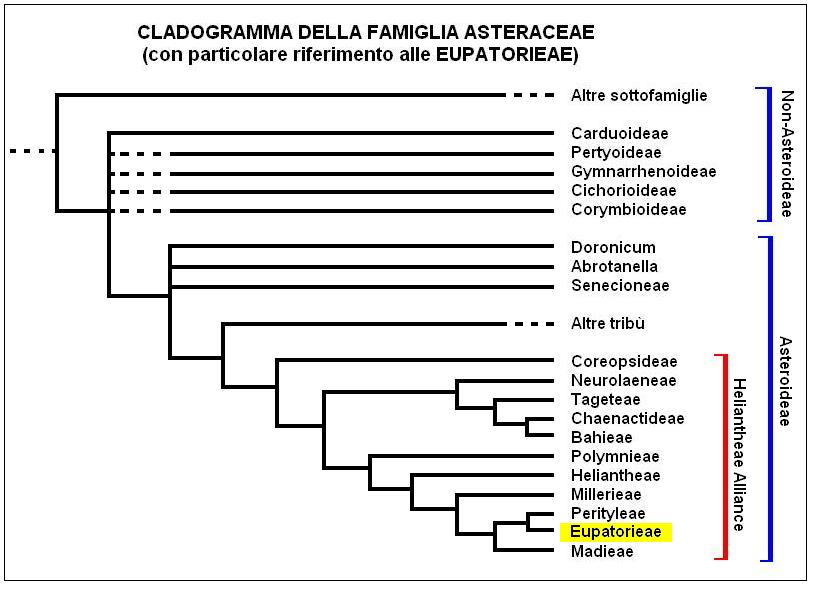
Cladogramma A

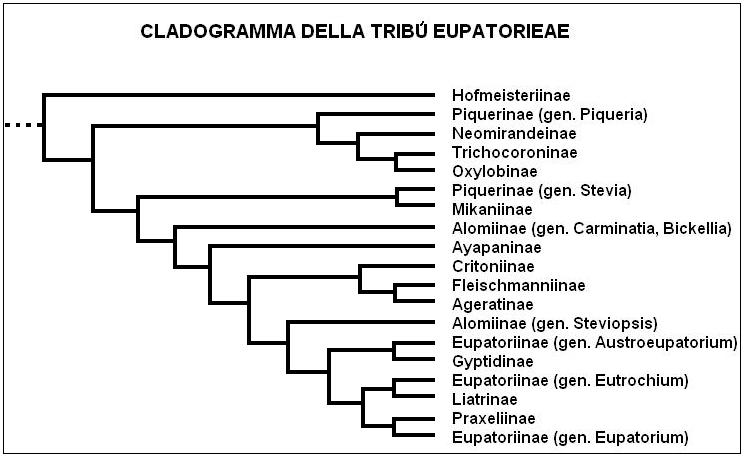
Cladogramma B

All'interno della grande famiglia delle Asteraceae, da un punto di vista filogenetico, la tribù Eupatorieae fa parte del gruppo Heliantheae Alliance; che a sua volta fa parte della sottofamiglia Asteroideae (una delle due grandi divisioni della famiglia – l'altra è il “supergruppo” Non-Asteroideae contenente il resto delle undici sottofamiglie). L'”annidamento” come clade monofiletico delle Eupatorieae all'interno dell'alleanza è confermato da diversi studi molecolari.

Il gruppo “Heliantheae Alliance” si distingue soprattutto per le brattee involucrali disposte su 1 – 3 serie, per le teche delle antere che sono spesso annerite e senza speroni e code, per la presenza di peli sotto la divisione dello stilo, per i rami dello stilo (gli stigmi) s'incurvano a maturità e per le appendici dello stilo che sono solitamente più corte della porzione stigmatica (tranne in Eupatoriaea). Questo gruppo viene anche definito Phytomelanic cipsela e forma un clade caratterizzato dalla presenza nella cipsela di uno strato di fitomelanina.
I rapporti filogenetici tra le varie tribù di tale raggruppamento sono illustrati dal seguente cladogramma:
|  | \| \| Bahieae \| \| \| \| \| \| Chaenactideae \| \| \| \| |
|  |                                                           |
|  | Tageteae                                                  |
|  |                                                           |
|  | Bahieae                                                   |
|  |                                                           |
|  | Chaenactideae                                             |
|  |                                                           |

|  | Bahieae       |
|  |               |
|  | Chaenactideae |
|  |               |

|  | \| \| Bahieae \| \| \| \| \| \| Chaenactideae \| \| \| \| |
|  |                                                           |
|  | Tageteae                                                  |
|  |                                                           |
|  | Bahieae                                                   |
|  |                                                           |
|  | Chaenactideae                                             |
|  |                                                           |

|  | Bahieae       |
|  |               |
|  | Chaenactideae |
|  |               |

|  | Madieae                                                    |
|  |                                                            |
|  | \| \| Perityleae \| \| \| \| \| \| Eupatorieae \| \| \| \| |
|  |                                                            |
|  | Perityleae                                                 |
|  |                                                            |
|  | Eupatorieae                                                |
|  |                                                            |

|  | Perityleae  |
|  |             |
|  | Eupatorieae |
|  |             |

|  | Madieae                                                    |
|  |                                                            |
|  | \| \| Perityleae \| \| \| \| \| \| Eupatorieae \| \| \| \| |
|  |                                                            |
|  | Perityleae                                                 |
|  |                                                            |
|  | Eupatorieae                                                |
|  |                                                            |

|  | Perityleae  |
|  |             |
|  | Eupatorieae |
|  |             |

|  | Madieae                                                    |
|  |                                                            |
|  | \| \| Perityleae \| \| \| \| \| \| Eupatorieae \| \| \| \| |
|  |                                                            |
|  | Perityleae                                                 |
|  |                                                            |
|  | Eupatorieae                                                |
|  |                                                            |

|  | Perityleae  |
|  |             |
|  | Eupatorieae |
|  |             |

|  | Madieae                                                    |
|  |                                                            |
|  | \| \| Perityleae \| \| \| \| \| \| Eupatorieae \| \| \| \| |
|  |                                                            |
|  | Perityleae                                                 |
|  |                                                            |
|  | Eupatorieae                                                |
|  |                                                            |

|  | Perityleae  |
|  |             |
|  | Eupatorieae |
|  |             |

|  | \| \| Bahieae \| \| \| \| \| \| Chaenactideae \| \| \| \| |
|  |                                                           |
|  | Tageteae                                                  |
|  |                                                           |
|  | Bahieae                                                   |
|  |                                                           |
|  | Chaenactideae                                             |
|  |                                                           |

|  | Bahieae       |
|  |               |
|  | Chaenactideae |
|  |               |

|  | \| \| Bahieae \| \| \| \| \| \| Chaenactideae \| \| \| \| |
|  |                                                           |
|  | Tageteae                                                  |
|  |                                                           |
|  | Bahieae                                                   |
|  |                                                           |
|  | Chaenactideae                                             |
|  |                                                           |

|  | Bahieae       |
|  |               |
|  | Chaenactideae |
|  |               |

|  | Madieae                                                    |
|  |                                                            |
|  | \| \| Perityleae \| \| \| \| \| \| Eupatorieae \| \| \| \| |
|  |                                                            |
|  | Perityleae                                                 |
|  |                                                            |
|  | Eupatorieae                                                |
|  |                                                            |

|  | Perityleae  |
|  |             |
|  | Eupatorieae |
|  |             |

|  | Madieae                                                    |
|  |                                                            |
|  | \| \| Perityleae \| \| \| \| \| \| Eupatorieae \| \| \| \| |
|  |                                                            |
|  | Perityleae                                                 |
|  |                                                            |
|  | Eupatorieae                                                |
|  |                                                            |

|  | Perityleae  |
|  |             |
|  | Eupatorieae |
|  |             |

|  | Madieae                                                    |
|  |                                                            |
|  | \| \| Perityleae \| \| \| \| \| \| Eupatorieae \| \| \| \| |
|  |                                                            |
|  | Perityleae                                                 |
|  |                                                            |
|  | Eupatorieae                                                |
|  |                                                            |

|  | Perityleae  |
|  |             |
|  | Eupatorieae |
|  |             |

|  | Madieae                                                    |
|  |                                                            |
|  | \| \| Perityleae \| \| \| \| \| \| Eupatorieae \| \| \| \| |
|  |                                                            |
|  | Perityleae                                                 |
|  |                                                            |
|  | Eupatorieae                                                |
|  |                                                            |

|  | Perityleae  |
|  |             |
|  | Eupatorieae |
|  |             |

|  | \| \| Bahieae \| \| \| \| \| \| Chaenactideae \| \| \| \| |
|  |                                                           |
|  | Tageteae                                                  |
|  |                                                           |
|  | Bahieae                                                   |
|  |                                                           |
|  | Chaenactideae                                             |
|  |                                                           |

|  | Bahieae       |
|  |               |
|  | Chaenactideae |
|  |               |

|  | \| \| Bahieae \| \| \| \| \| \| Chaenactideae \| \| \| \| |
|  |                                                           |
|  | Tageteae                                                  |
|  |                                                           |
|  | Bahieae                                                   |
|  |                                                           |
|  | Chaenactideae                                             |
|  |                                                           |

|  | Bahieae       |
|  |               |
|  | Chaenactideae |
|  |               |

|  | Madieae                                                    |
|  |                                                            |
|  | \| \| Perityleae \| \| \| \| \| \| Eupatorieae \| \| \| \| |
|  |                                                            |
|  | Perityleae                                                 |
|  |                                                            |
|  | Eupatorieae                                                |
|  |                                                            |

|  | Perityleae  |
|  |             |
|  | Eupatorieae |
|  |             |

|  | Madieae                                                    |
|  |                                                            |
|  | \| \| Perityleae \| \| \| \| \| \| Eupatorieae \| \| \| \| |
|  |                                                            |
|  | Perityleae                                                 |
|  |                                                            |
|  | Eupatorieae                                                |
|  |                                                            |

|  | Perityleae  |
|  |             |
|  | Eupatorieae |
|  |             |

|  | Madieae                                                    |
|  |                                                            |
|  | \| \| Perityleae \| \| \| \| \| \| Eupatorieae \| \| \| \| |
|  |                                                            |
|  | Perityleae                                                 |
|  |                                                            |
|  | Eupatorieae                                                |
|  |                                                            |

|  | Perityleae  |
|  |             |
|  | Eupatorieae |
|  |             |

|  | Madieae                                                    |
|  |                                                            |
|  | \| \| Perityleae \| \| \| \| \| \| Eupatorieae \| \| \| \| |
|  |                                                            |
|  | Perityleae                                                 |
|  |                                                            |
|  | Eupatorieae                                                |
|  |                                                            |

|  | Perityleae  |
|  |             |
|  | Eupatorieae |
|  |             |

|  | \| \| Bahieae \| \| \| \| \| \| Chaenactideae \| \| \| \| |
|  |                                                           |
|  | Tageteae                                                  |
|  |                                                           |
|  | Bahieae                                                   |
|  |                                                           |
|  | Chaenactideae                                             |
|  |                                                           |

|  | Bahieae       |
|  |               |
|  | Chaenactideae |
|  |               |

|  | \| \| Bahieae \| \| \| \| \| \| Chaenactideae \| \| \| \| |
|  |                                                           |
|  | Tageteae                                                  |
|  |                                                           |
|  | Bahieae                                                   |
|  |                                                           |
|  | Chaenactideae                                             |
|  |                                                           |

|  | Bahieae       |
|  |               |
|  | Chaenactideae |
|  |               |

|  | Madieae                                                    |
|  |                                                            |
|  | \| \| Perityleae \| \| \| \| \| \| Eupatorieae \| \| \| \| |
|  |                                                            |
|  | Perityleae                                                 |
|  |                                                            |
|  | Eupatorieae                                                |
|  |                                                            |

|  | Perityleae  |
|  |             |
|  | Eupatorieae |
|  |             |

|  | Madieae                                                    |
|  |                                                            |
|  | \| \| Perityleae \| \| \| \| \| \| Eupatorieae \| \| \| \| |
|  |                                                            |
|  | Perityleae                                                 |
|  |                                                            |
|  | Eupatorieae                                                |
|  |                                                            |

|  | Perityleae  |
|  |             |
|  | Eupatorieae |
|  |             |

|  | Madieae                                                    |
|  |                                                            |
|  | \| \| Perityleae \| \| \| \| \| \| Eupatorieae \| \| \| \| |
|  |                                                            |
|  | Perityleae                                                 |
|  |                                                            |
|  | Eupatorieae                                                |
|  |                                                            |

|  | Perityleae  |
|  |             |
|  | Eupatorieae |
|  |             |

|  | Madieae                                                    |
|  |                                                            |
|  | \| \| Perityleae \| \| \| \| \| \| Eupatorieae \| \| \| \| |
|  |                                                            |
|  | Perityleae                                                 |
|  |                                                            |
|  | Eupatorieae                                                |
|  |                                                            |

|  | Perityleae  |
|  |             |
|  | Eupatorieae |
|  |             |

All'interno di questo gruppo (o “alleanza”) le Eupatorieae, insieme alle Perityleae e alle Madieae occupano una posizione molto recente (probabilmente le Perityleae sono il “gruppo fratello” delle Eupatorieae); essendo inoltre il gruppo “Heliantheae Alliance” quello più recente nella sottofamiglia Asteroideae che a sua volta è la più recente nell'ambito della famiglia Asteraceae, risulta che le Eupatoriae rappresentano l'ultimo sviluppo (da un punto di vista evolutivo) di questa grande famiglia (vedi Cladogramma A tratto dalla pubblicazione citata e semplificato).
All'interno della tribù la sottotrobù Hofmeisteriinae risulta basale per tutto il resto del gruppo, mentre le più recenti (sempre da un punto di vista evolutivo) sono alcune specie di "Eupatorium" (sottotribù Eupatoriinae). Il Cladogramma B (tratto dalla pubblicazione citata e semplificato – e comunque parziale e provvisorio) chiarisce la posizione filogenetica della maggior parte delle sottotribù. Sono escluse le sottotribù Adenostemmatinae, Disynaphiinae e Hebecliniinae in quanto mancano i dati delle analisi del DNA. In questo cladogramma è evidenziata anche la nuova sottotribù delle Piqueriinae ricavata dai due generi (Stevia e Piqueria) dalle Ageratinae.
Alcuni gruppi non sono monofiletici come le Alomiinae, le Eupatoriinae e le già citate Piqueriinae oltre alle Ageratinae (queste ultime sono polifiletiche se al loro interno mantengono contemporaneamente i generi Stevia e Piqueria); è probabile quindi che in futuro l'assetto della tribù non sarà più quello attuale. Altri problemi sono dati dal genere Steviopsis, la cui posizione nella sottotribù delle Alomiinae è discutibile in quanto nella struttura ad albero costruita sempre in base ad analisi del DNA, è separato dalle Alomiinae da altri gruppi non appartenenti alla sottotribù. Inoltre alcune specie della sottotribù delle Critoniinae mancano di caratteri specializzati ed anzi alcune caratteristiche morfologiche sono comuni ad altri gruppi come Neomirandeinae, Hebecliniinae e Praxelinae per cui è possibile che ulteriori studi propongano una diversa circoscrizione per questa sottotribù. Anche le Eupatoriinae hanno bisogno di ulteriori studi per circoscrivere ancor più esattamente i vari gruppi. Infine la sottotribù Gyptidinae, così come è circoscritta, è considerata polifiletica è ha bisogno quindi di ulteriori revisioni.

## Distribuzione e habitat
Le specie di questa tribù si trovano in prevalenza nelle due Americhe; questo suggerisce un'origine Neotropicale. Qualche gruppo è cosmopolita; qualche altro naturalizzato (specialmente in Europa centrale, India, Cina, Africa Centrale e Australia). Alcuni studi di tipo filogenetico indicano una possibile dispersione di queste specie dal Nord America verso l'Europa durante il Pliocene (circa 2 – 5 milioni di anni fa) e più tardi verso l'Asia.
L'habitat più frequente è quello tropicale o subtropicale. Nella tabella seguente è indicata la distribuzione delle varie sottotribù:
| Sottotribù       | Distribuzione                                                                 |
| ---------------- | ----------------------------------------------------------------------------- |
| Adenostemmatinae | America centrale e parte tropicale dell'America del Sud                       |
| Ageratinae       | Dal Messico al Brasile (qualche specie negli USA)                             |
| Alomiinae        | Soprattutto Messico e USA (e altri paesi delle Americhe)                      |
| Ayapaninae       | Parte settentrionale dell'America del Sud (e in parte anche America centrale) |
| Critoniinae      | America centrale e del Sud (dal Messico all'Argentina)                        |
| Disynaphiinae    | America del Sud                                                               |
| Eupatoriinae     | Americhe, Eurasia e Africa                                                    |
| Fleischmanniinae | Neotropicale                                                                  |
| Gyptidinae       | America del Sud (soprattutto Brasile)                                         |
| Hebecliniinae    | In prevalenza America centrale                                                |
| Hofmeisteriinae  | Messico e California                                                          |
| Liatrinae        | Principalmente USA                                                            |
| Mikaniinae       | America (Centrale e Meridionale); alcune specie in Africa e Asia              |
| Neomirandeinae   | America centrale                                                              |
| Oxylobinae       | America centrale e parte settentrionale dell'America del Sud                  |
| Praxeliinae      | America tropicale e zone tropicali e subtropicali del Nuovo Mondo             |
| Trichocoroninae  | USA e Messico                                                                 |

## Alcune specie

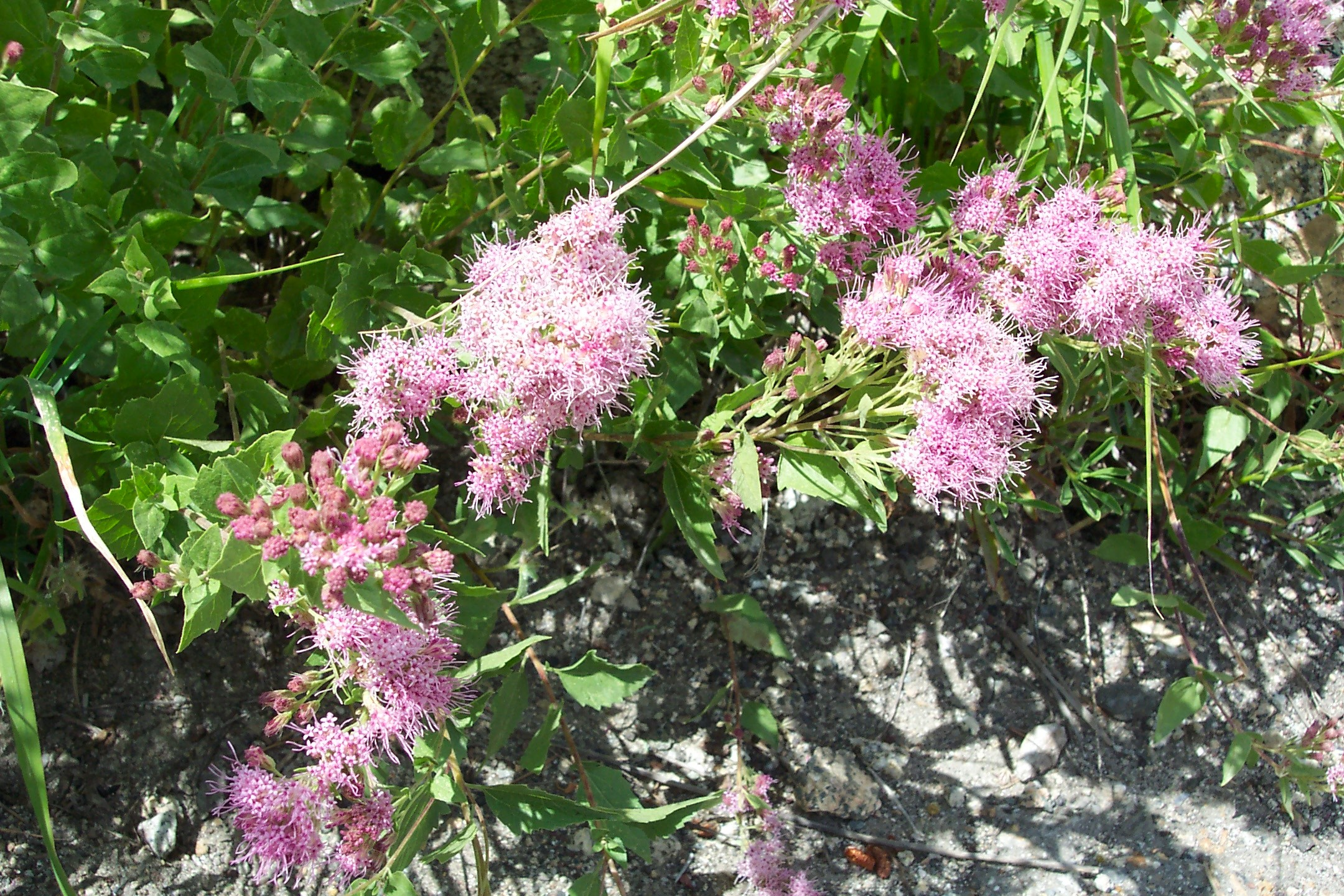
Ageratum corymbosum (Sottotribù Ageratinae)
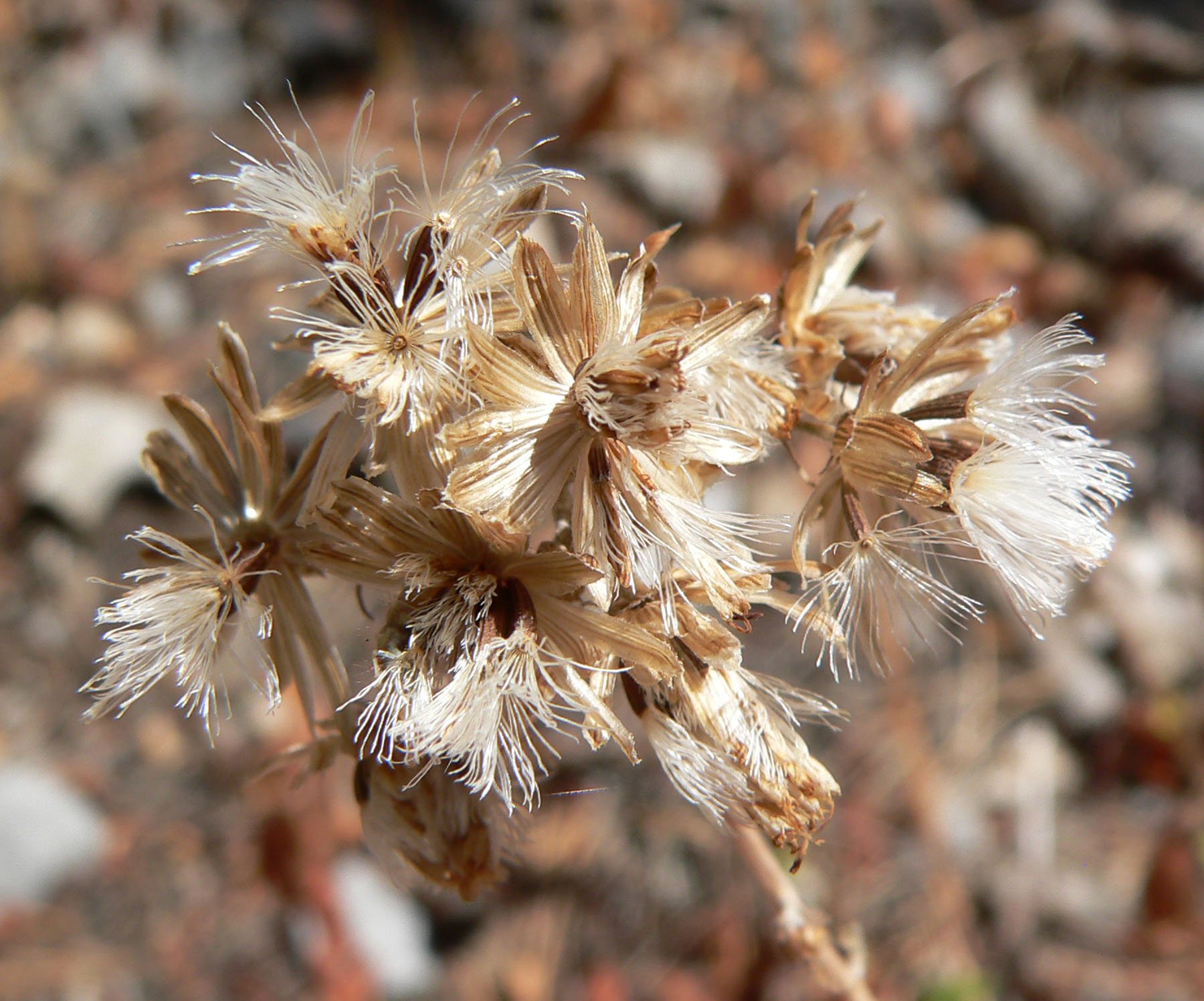
Brickellia grandiflora (Sottotribù Alomiinae)
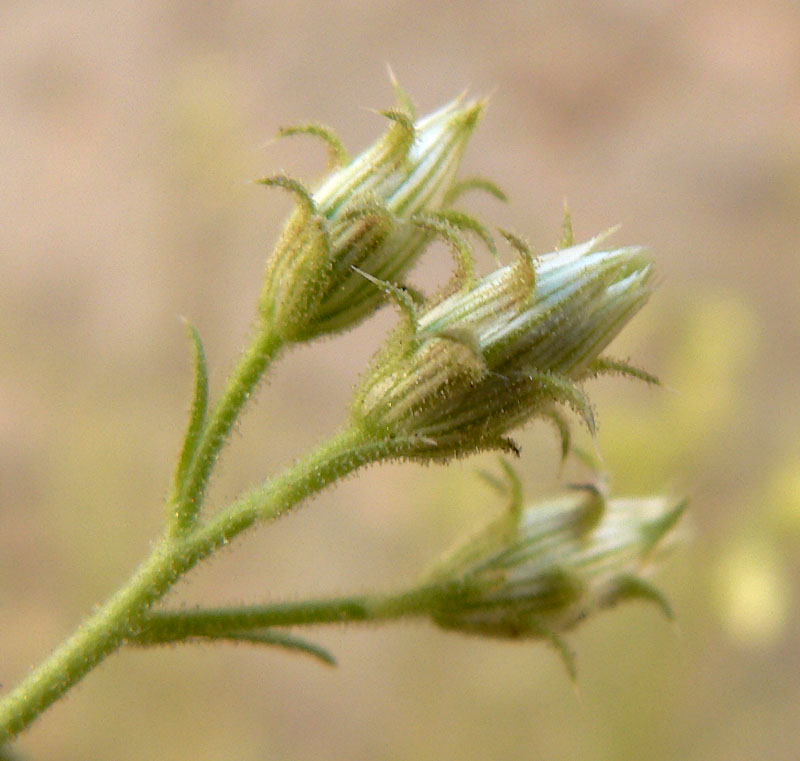
Pleurocoronis pluriseta (Sottotribù Alomiinae)
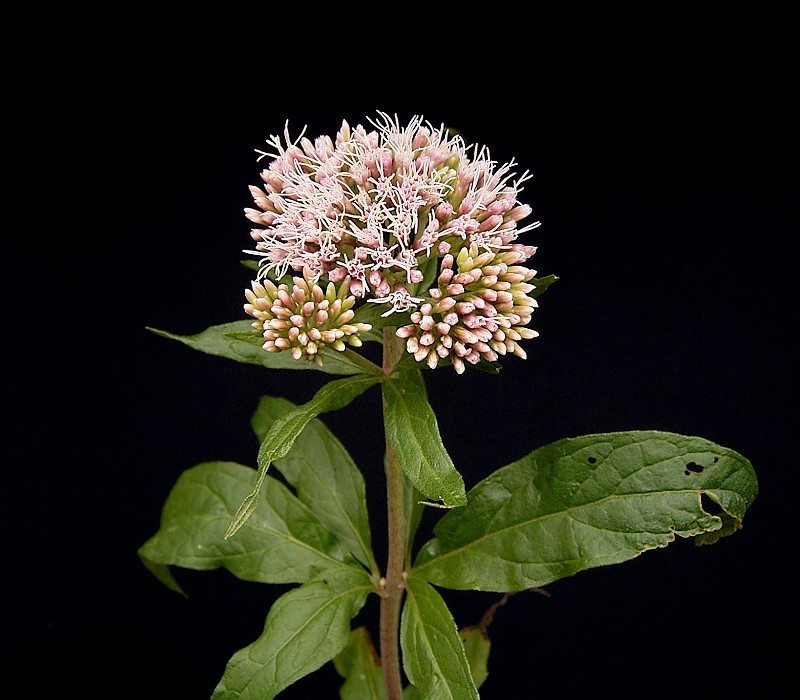
Eupatorium cannabinum (Sottotribù Eupatoriinae)
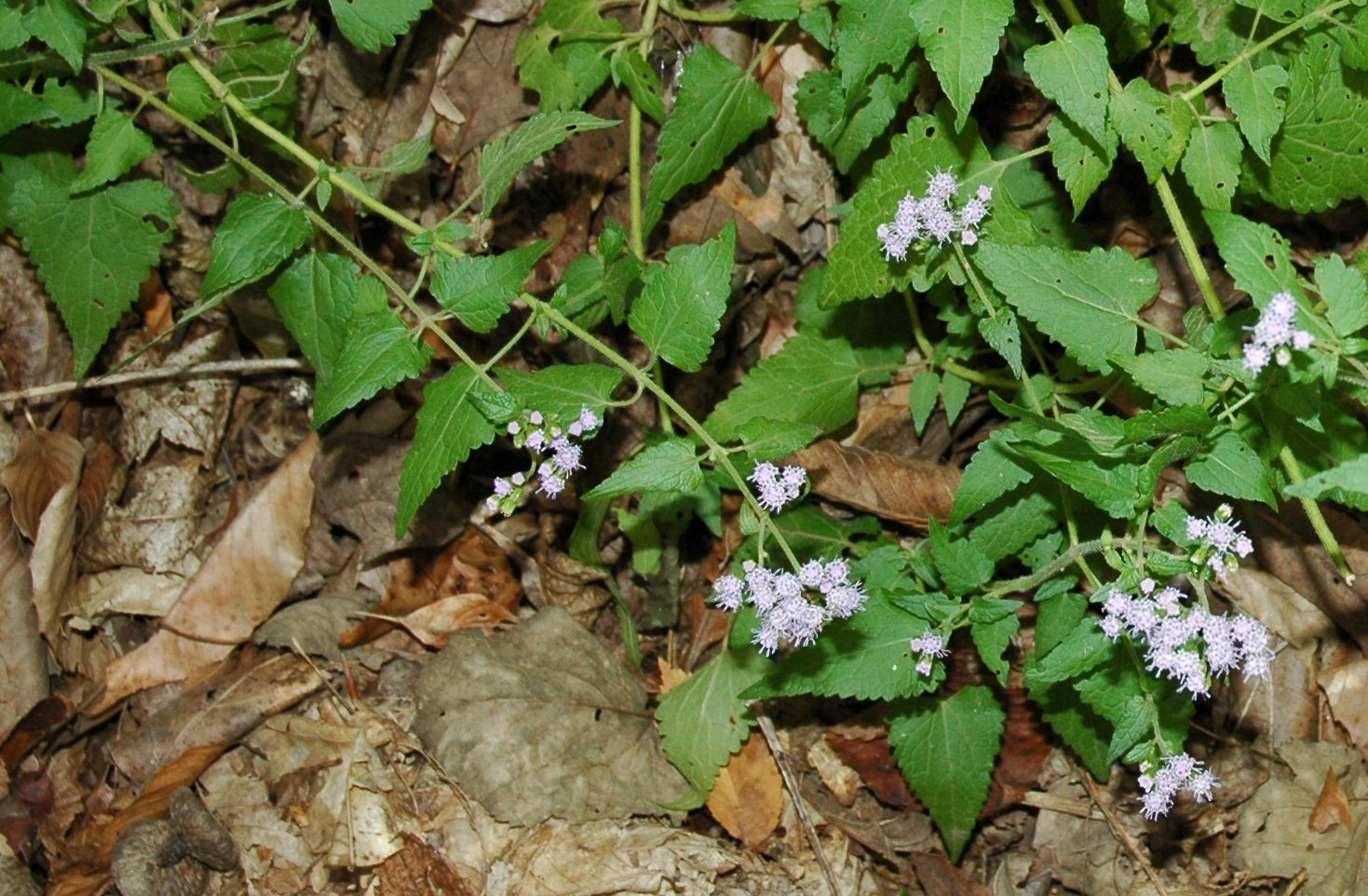
Fleischmannia incarnata (Sottotribù Fleischmanniinae)
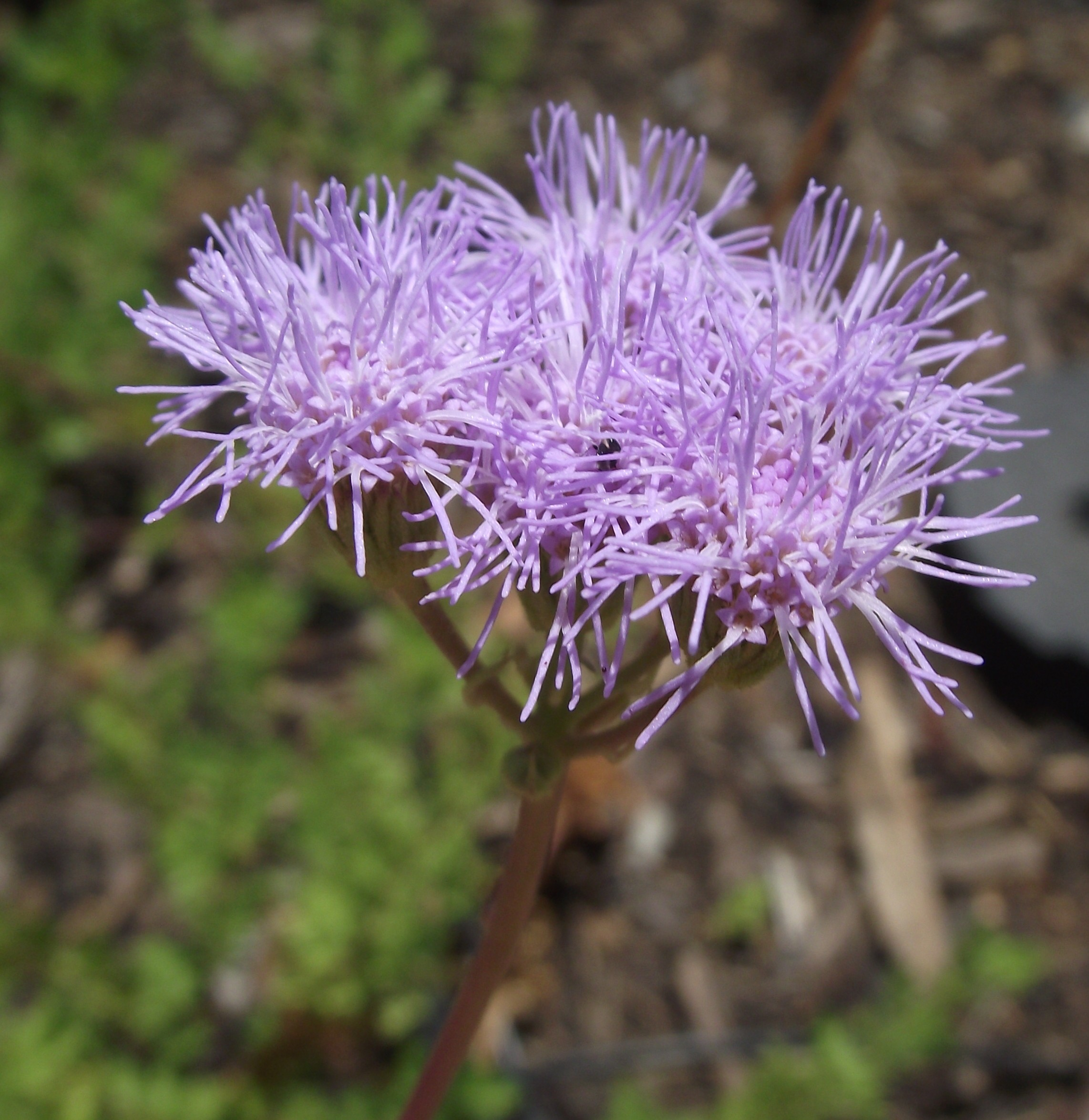
Conoclinium greggii (Sottotribù Gyptidinae)
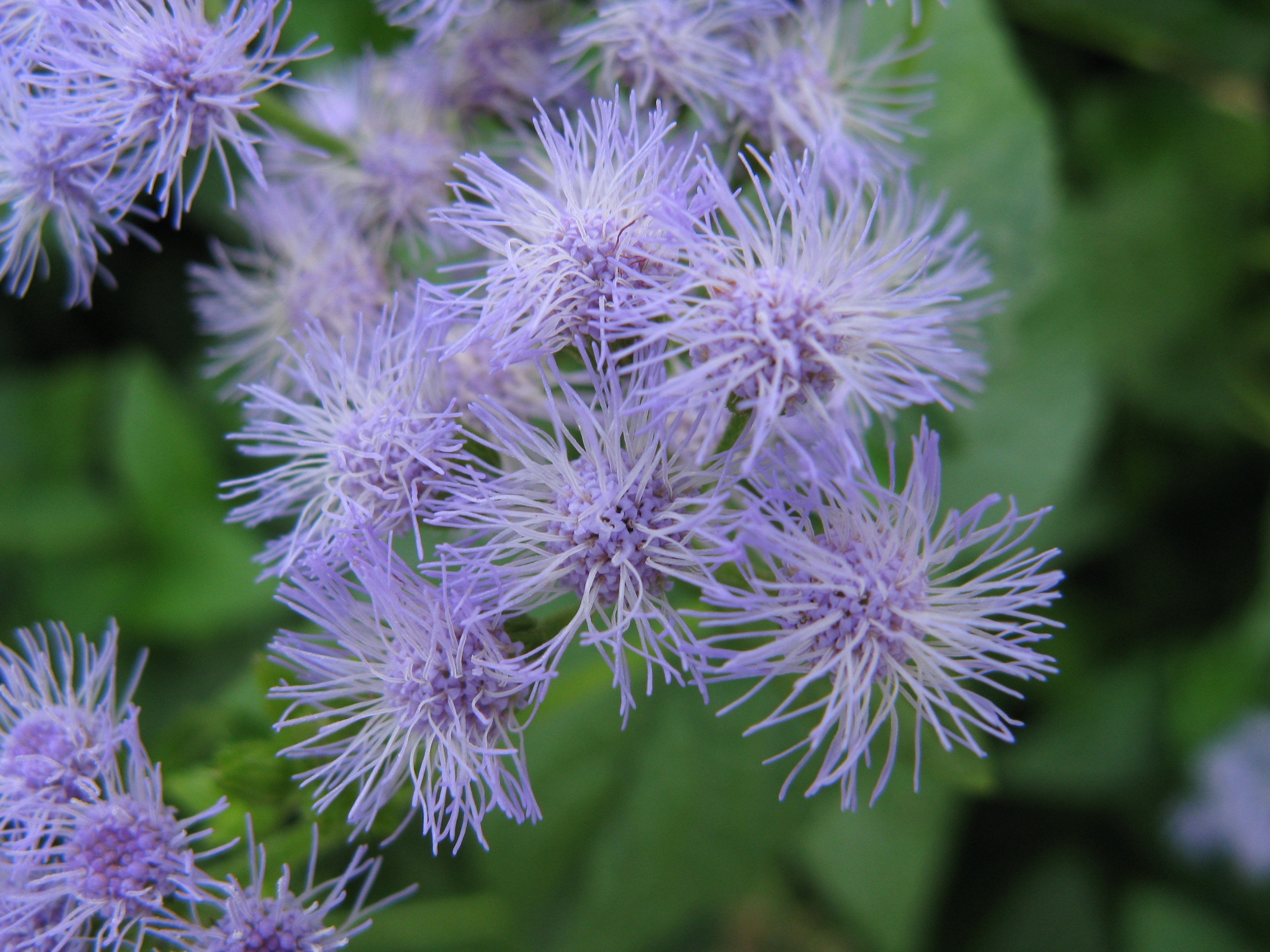
Conoclinium coelestinum (Sottotribù Gyptidinae)
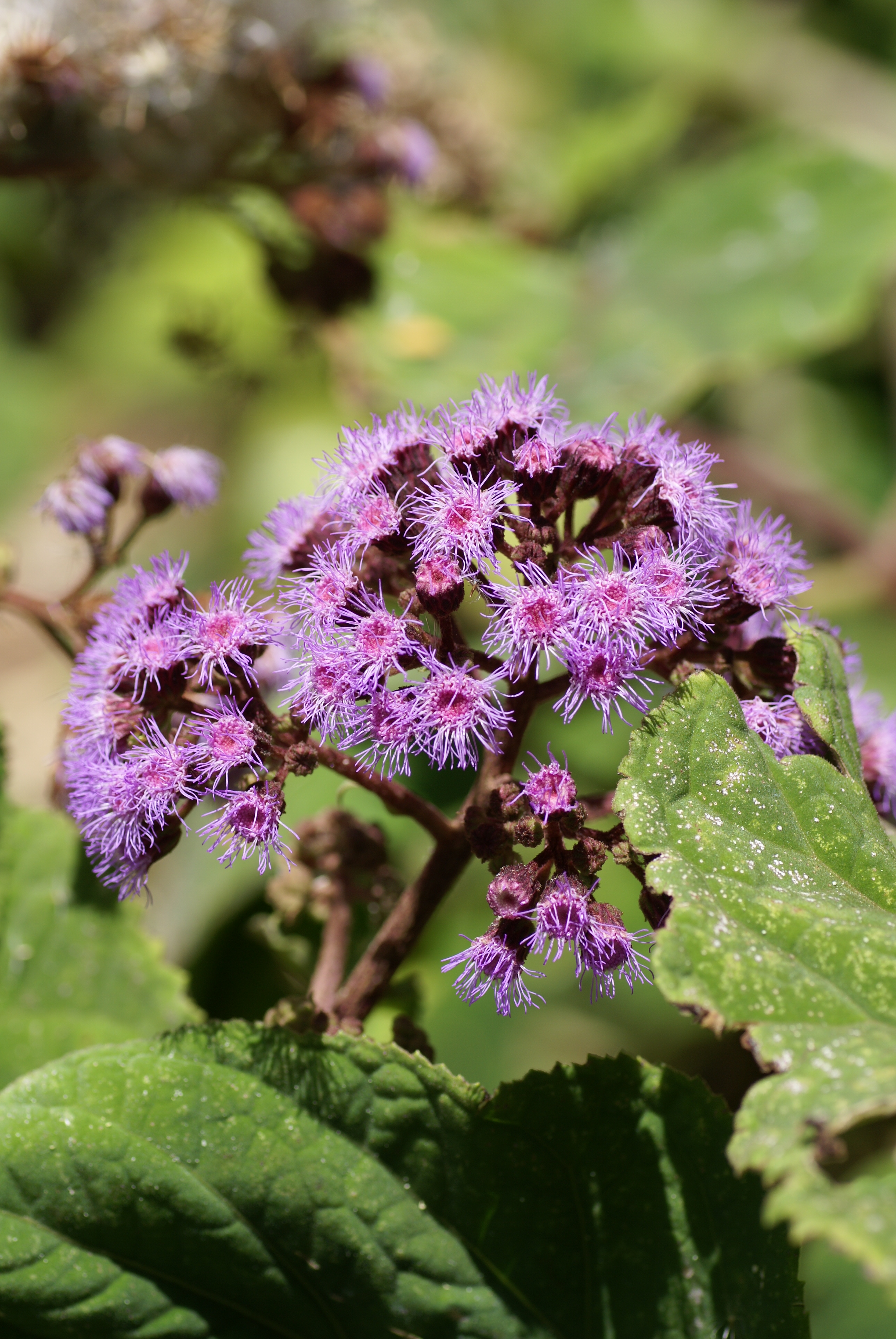
Hebeclinium macrophyllum (Sottotribù Hebecliniinae)
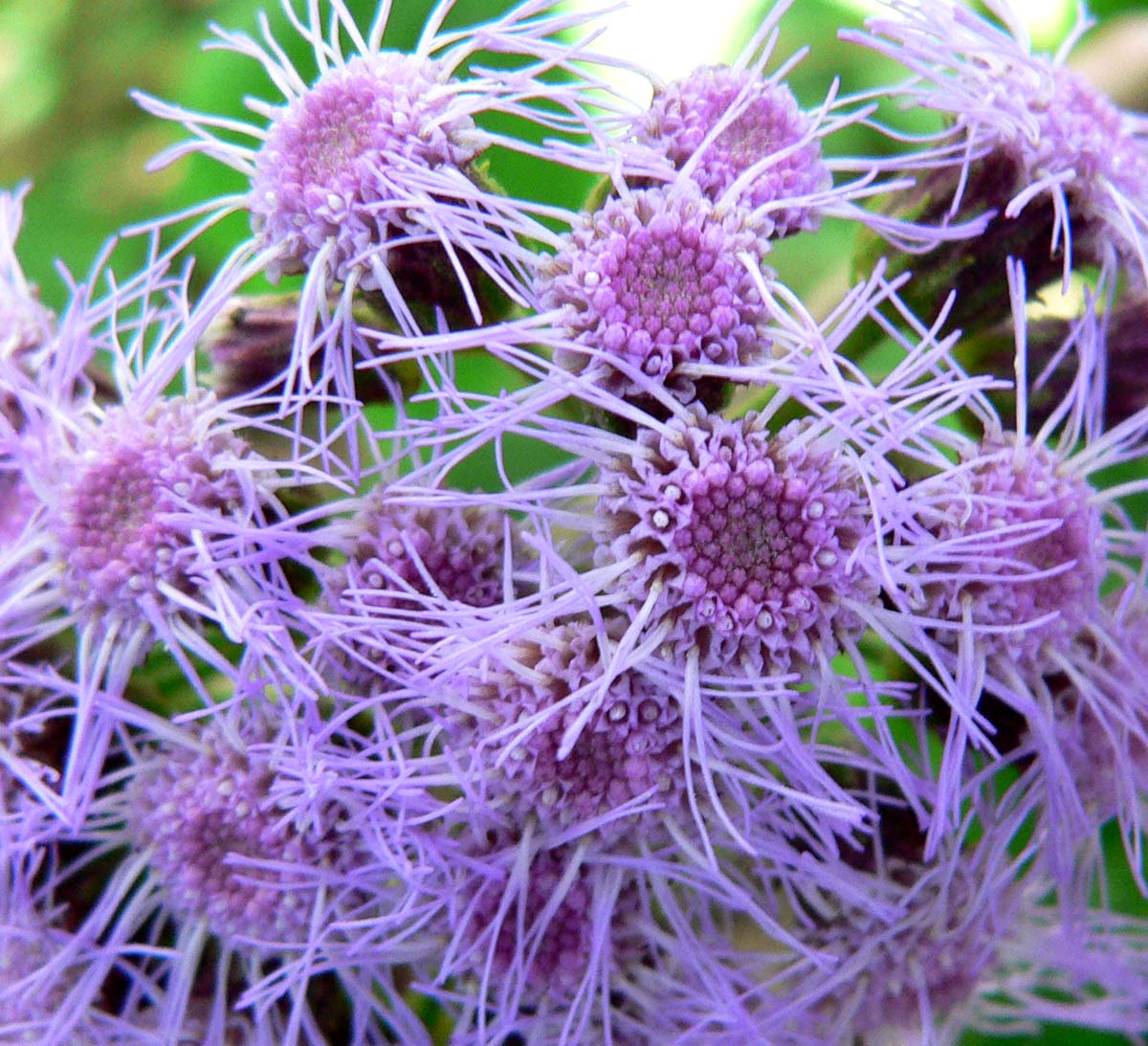
Bartlettina sordida (Sottotribù Hebecliniinae)
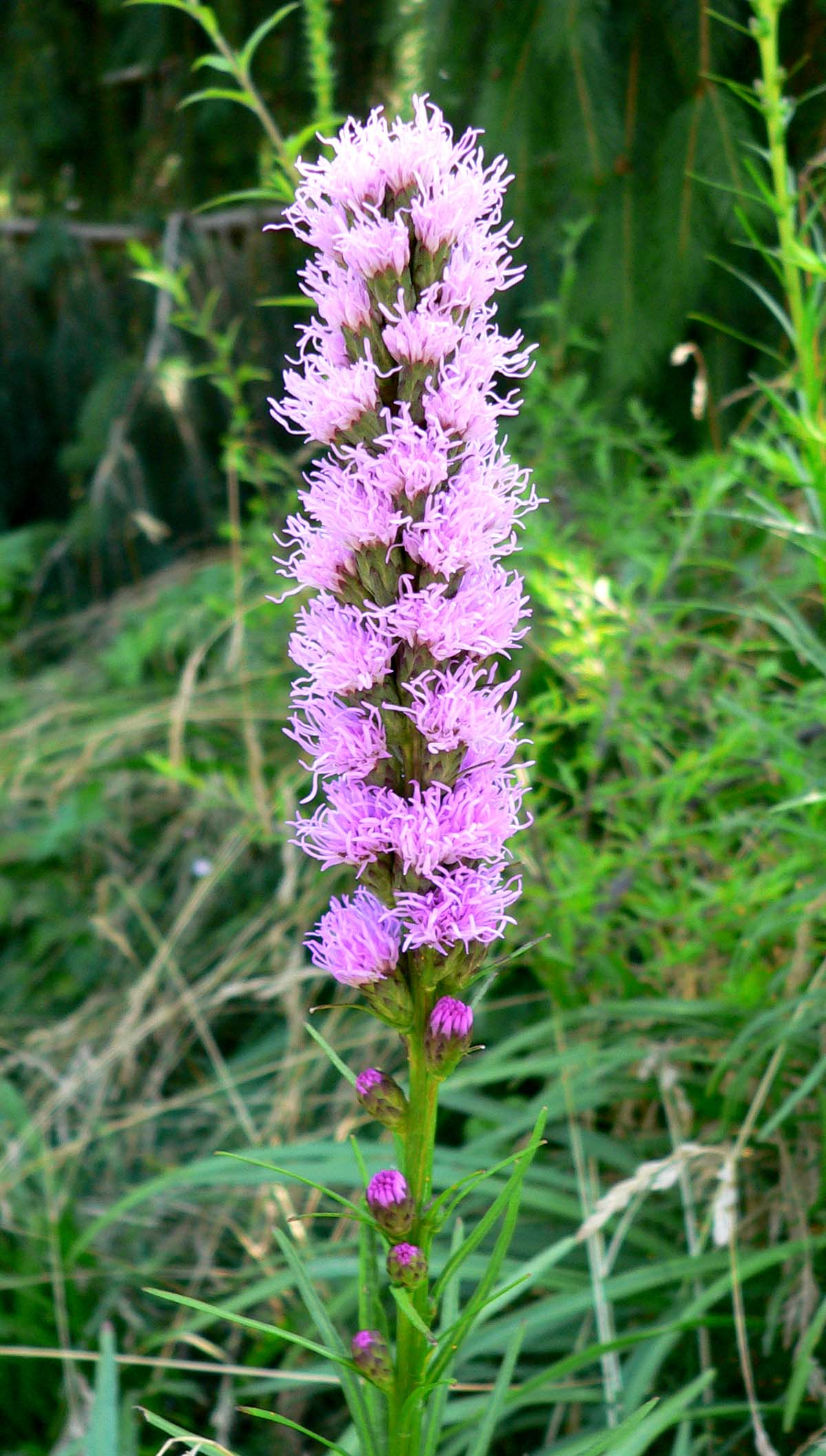
Liatris spicata (Sottotribù Liatrinae)
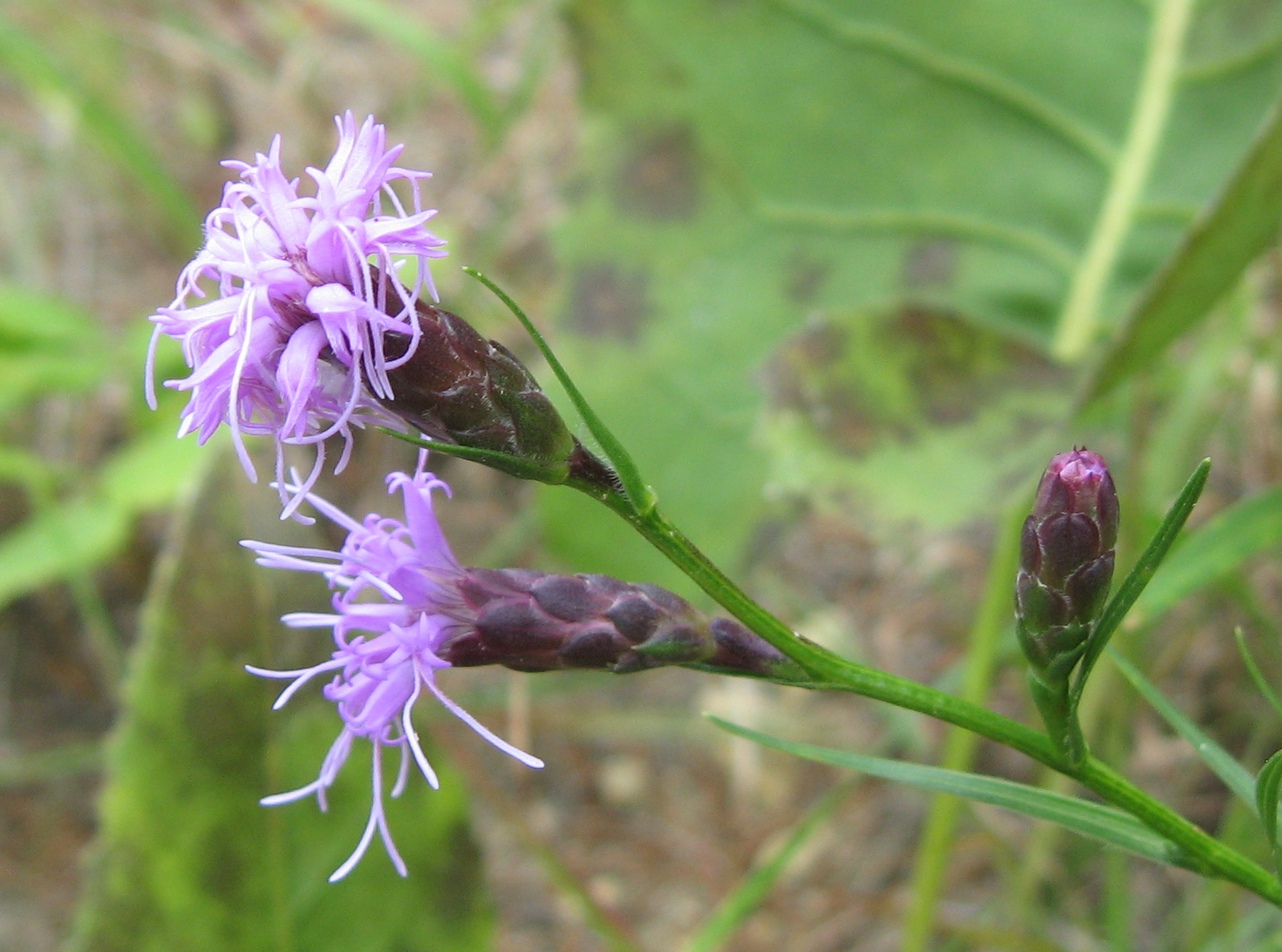
Liatris cylindracea (Sottotribù Liatrinae)
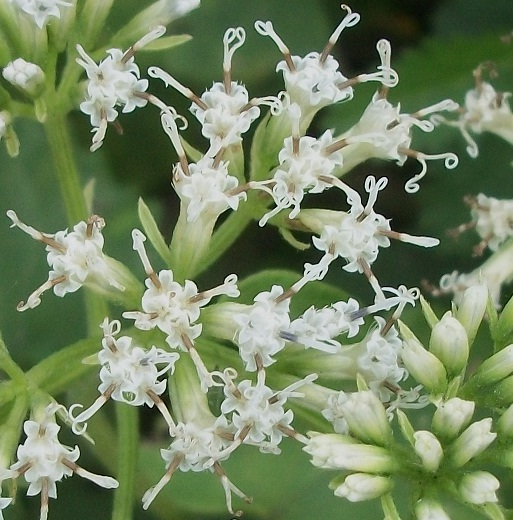
Mikania natalensis (Sottotribù Mikaniinae)
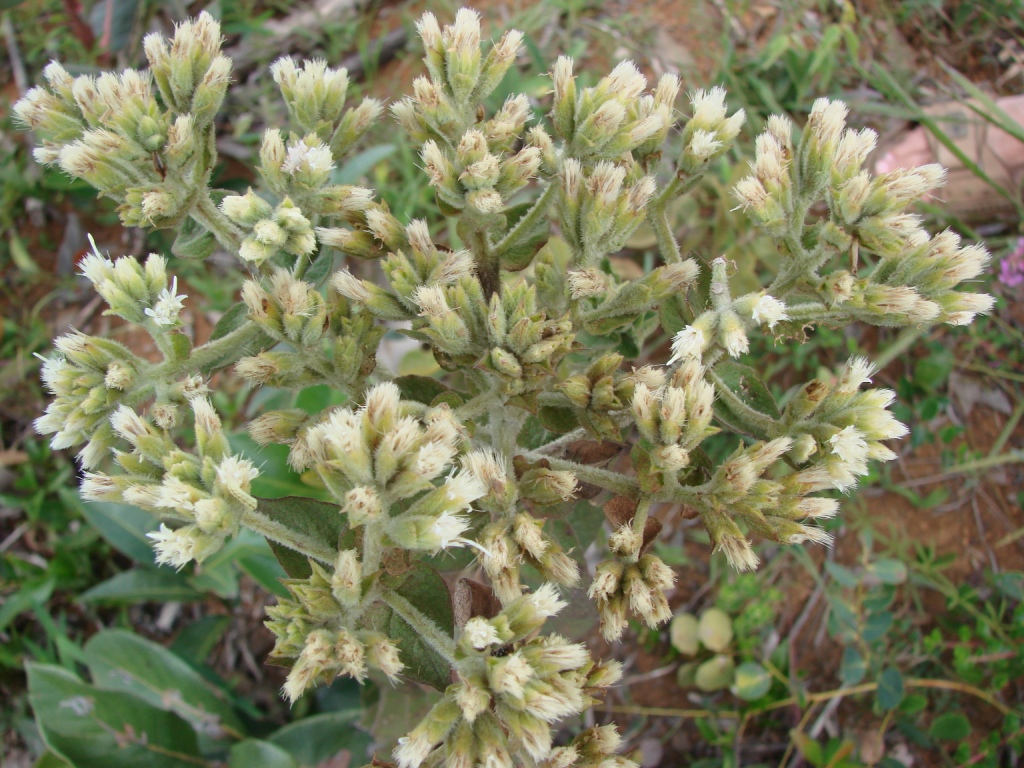
Mikania sessilifolia (Sottotribù Mikaniinae)
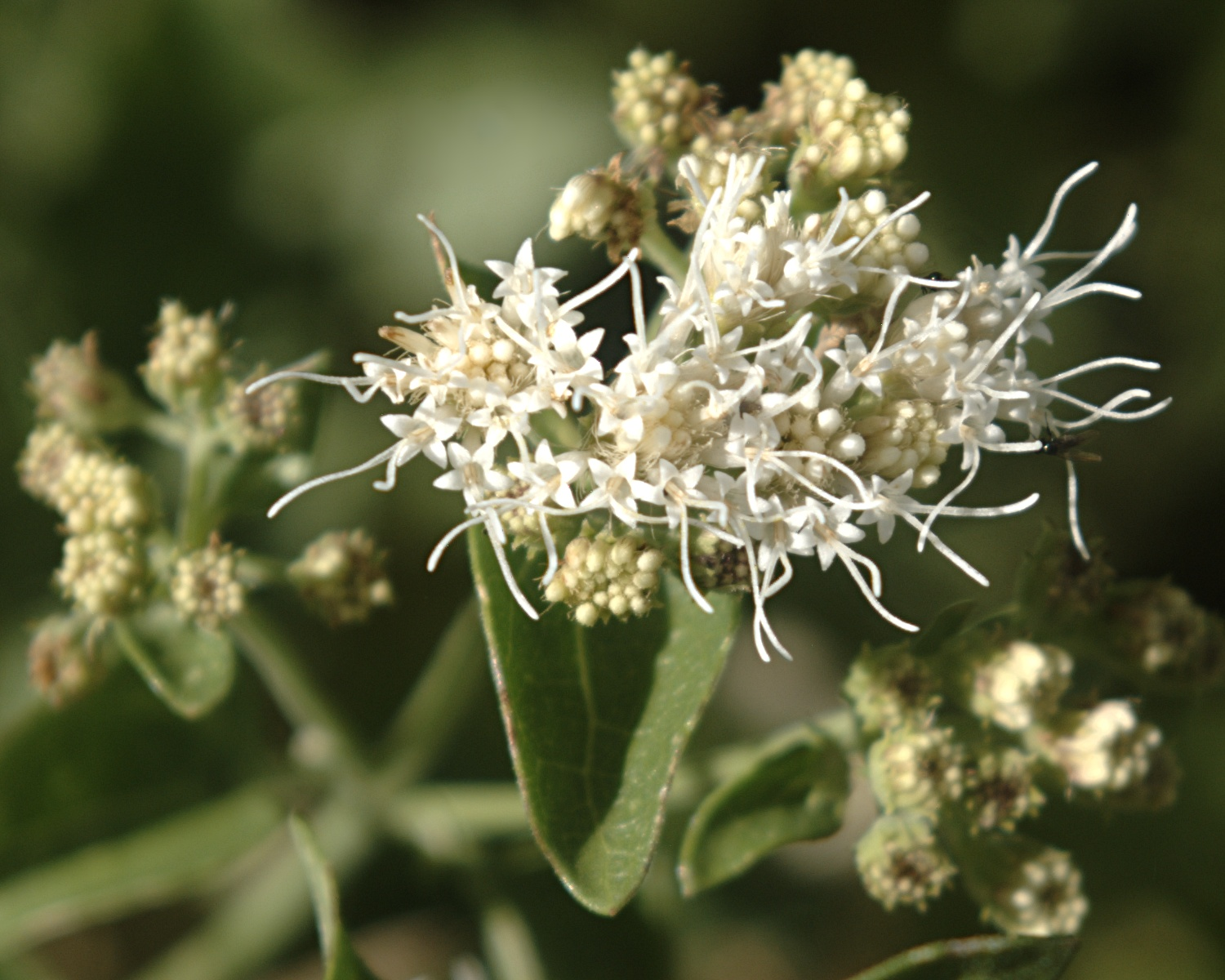
Ageratina herbacea (Sottotribù Oxylobinae)
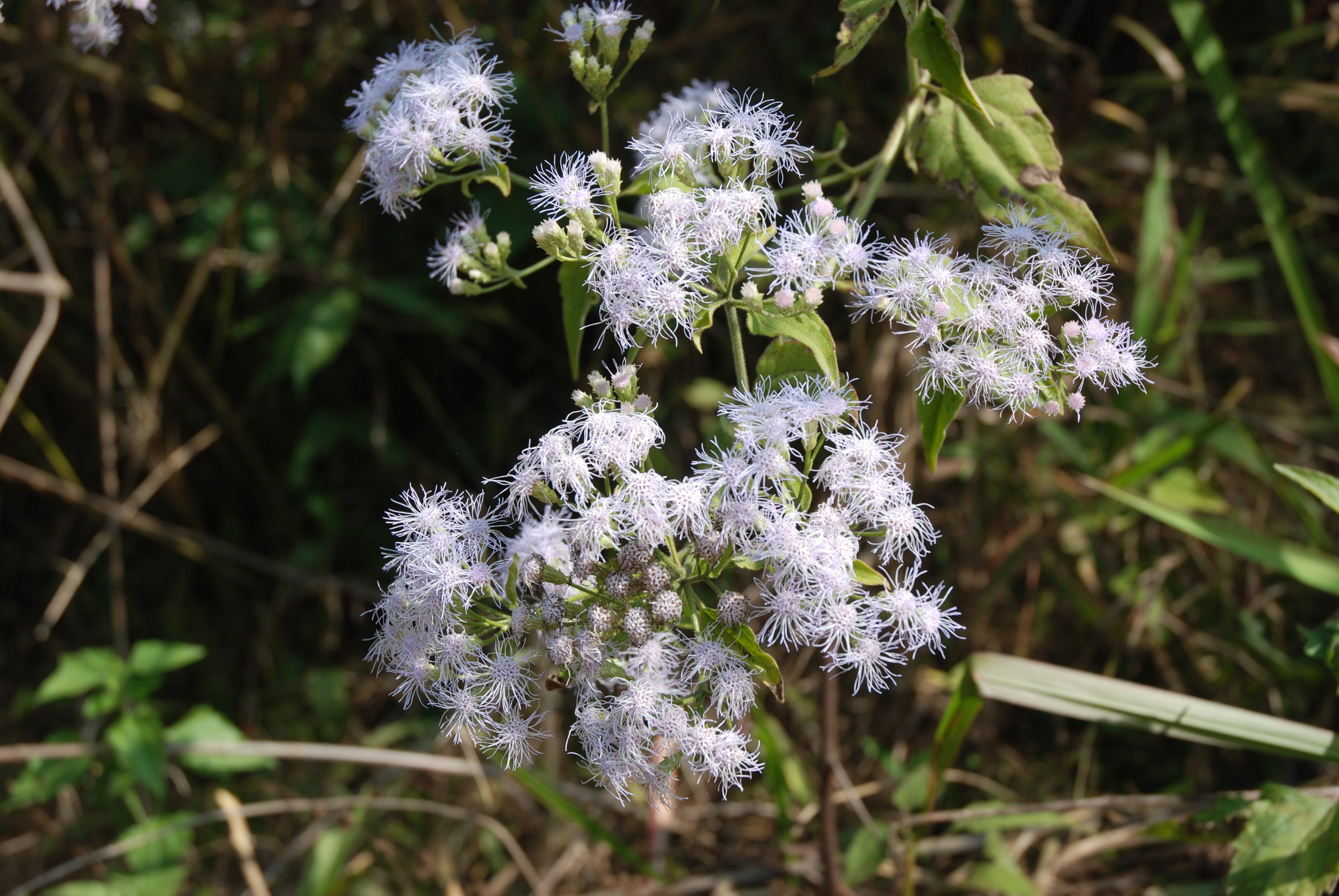
Chromolaena odorata (Sottotribù Praxeliinae)